# Kim Cesarion
Kim Hugo Leonel Niko Cesarion (nacido el 10 de julio de 1990 en Estocolmo) conocido profesionalmente como Kim Cesarion es un cantante sueco de origen griego y guadalupeño.
En la Academia Lilla en Estocolmo estudió violín, piano, contrabajo and viola. En 2011 consiguió un contrato con el sello discográfico Aristotracks (y Sony Music Suecia para su distribución en Suecia, RCA UK para el Reino Unido y Columbia de los Estados Unidos). "Undressed", su primer trabajo, fue lanzado el 22 de marzo de 2013, consiguiendo situarse entre los 20 primeros puestos de las listas de los países escandinavos.

## Discografía

### Álbumes
| Título    | Datos del álbum | Posiciones en listas | Posiciones en listas |
| Título    | Datos del álbum | SUE                  | AUS                  |
| --------- | --- | -------------------- | -------------------- |
| Undressed | - Lanzamiento: 19 de junio de 2014 - Discográfica: Aristotracks, RCA, Sony Music - Formato: LP, CD, descarga digital | 15                   | 59                   |

### Sencillos
| Año  | Título             | Mejores posiciones en listas | Mejores posiciones en listas | Mejores posiciones en listas | Mejores posiciones en listas | Mejores posiciones en listas | Mejores posiciones en listas | Certificación                                                 | Álbum     |
| Año  | Título             | SUE                          | AUS                          | DIN                          | FIN                          | NOR                          | NZ                           | Certificación                                                 | Álbum     |
| ---- | ------------------ | ---------------------------- | ---------------------------- | ---------------------------- | ---------------------------- | ---------------------------- | ---------------------------- | ------------------------------------------------------------- | --------- |
| 2013 | «Undressed»        | 7                            | 5                            | 6                            | 11                           | 13                           | 32                           | - SUE: 2× Platino - AUS: 2× Platino - DIN: Platino - NOR: Oro | Undressed |
| 2013 | «Brains Out»       | —                            | —                            | 30                           | —                            | —                            | —                            |                                                               | Undressed |
| 2014 | «I Love This Life» | 38                           | 87                           | 25                           | —                            | —                            | —                            |                                                               | Undressed |
| 2016 | «Therapy»          | 74                           | —                            | —                            | —                            | —                            | —                            |                                                               |           |